# Collines Montérégiennes
Le Collines montérégiennes (Monteregian Hills in inglese) sono una serie di colline (batoliti), disposte su una lunghezza di cento chilometri nel sud ovest del Québec.

## Origine del nome
Mons Regius, la traduzione latina di monte Reale, fu il termine con cui Frank Dawson Adams designò nel 1903 le dieci colline di geologia simile, affioranti nella pianura del San Lorenzo. In seguito Mons Regius diede nascita al termine francese di montérégien che indicava la regione geologica che raggruppava queste colline formate da rocce ignee intrusive e alcaline. Tra queste colline la più conosciuta è quella di Mont Royal montagna che diede origine all'isola ove sorge la città di Montréal. Le rocce che compongono questi affioramenti sono completamente differenti dalle rocce della pianura che sono di origine sedimentaria.

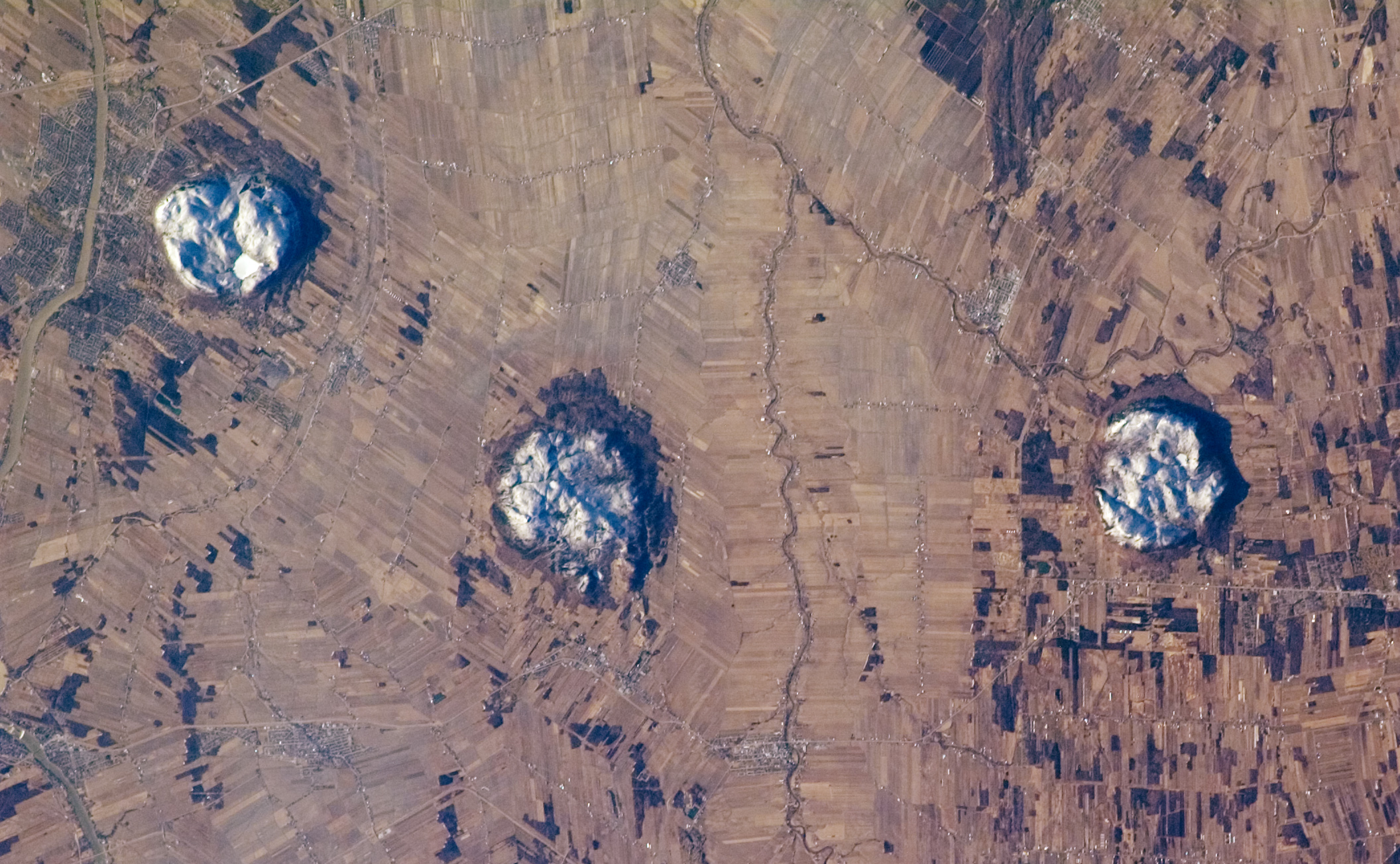
Foto satellitare. Da sinistra Mont Saint Hilaire,Mont Rougemont e Mont Yamaska.

## Territorio
Queste colline sono disposte da ovest, le più antiche, a est con altitudini variabili dai 500 ai 250 metri. I nomi sono:
- Oka 45°30′20″N 74°04′36″W
- Mont Royal 45°30′23″N 73°35′20″W
- Mont Saint-Bruno 45°32′41″N 73°10′15″W
- Mont Saint Hilaire 45°28′48″N 73°03′10″W
- Mont Rougemont 45°27′16″N 72°51′21″W
- Mont Saint Grégoire 45°27′41″N 72°51′35″W
- Mont Yamaska 45°21′27″N 73°08′47″W
- Mont Shefford 45°21′43″N 72°36′30″W
- Mont Brome 45°16′59″N 72°37′59″W
- Mont Mégantic 45°27′33″N 71°10′36″W

### Formazione
Le colline sono state formate nel corso del Cretacico, tra 140 e 120 milioni di anni fa, da una risalita di magma da un punto caldo situato a grande profondità nella crosta terrestre: il magma risalì fino a circa due chilometri dalla superficie. Lo spostamento verso ovest della placca nordamericana ha dato luogo alla formazione  di una serie di inselberg allineati da ovest a est. Le formazioni geologiche risultanti includono non solo queste colline del Quebec, ma anche altre formazioni geologiche assimilabili situate negli Stati Uniti e nell'Oceano Atlantico.
Durante la risalita attraverso gli strati di roccia sedimentaria, il magma ha portato a fusione parte di questi strati formando rocce metamorfiche che si sono disposte attorno al magma che lentamente si solidificava. Queste risalite si ripeterono nello stesso luogo per più volte e ogni volta con magma di costituzione diversa. Questi eccezionali eventi permisero la formazioni di minerali molto rari nel resto della crosta terrestre. Queste rocce si distinguono dalle normali rocce ignee per la loro composizione chimica molto alcalina ricca in calcio e magnesio, che secondo il professor Pierre Bédard indicherebbe l'elevata profondità del punto caldo. Le rocce contengono molti minerali rari come la thaumasite, l'arsenico nativo e la dawsonite. 
Con il tempo la soprastante roccia alluvionale più friabile venne erosa dall'azione dei ghiacciai che in varie ere successive si formarono in quella regione. L'azione erosiva dei ghiacci continuò fino a raggiungere le rocce metamorfiche poste al di sotto della superficie, nettamente più dure della roccia circostante, permettendone l'affioramento. A causa dell'azione erosiva dei ghiacciai, le colline risultanti sono normalmente di forma circolare e arrotondata e presentano spesso una depressione al centro che non è frutto di una eruzione vulcanica, ma è collegata alla differente costituzione delle rocce e alla maggior erodibilità di quelle centrali rispetto alle più dure pareti.
Si ritiene che il punto caldo che produsse queste formazioni rocciose si trovi attualmente a ovest delle coste statunitensi in aperto oceano nella piana abissale di Sohm, dove ha formato una serie di vulcani sottomarini in linea con le colline montérégiennes. Se il punto caldo è rimasto fermo sotto la crosta terrestre, l'allineamento degli eventi magmatici indicherebbe in che direzione il continente nord americano si sarebbe spostato negli ultimi 150 milioni di anni.